# Nephrolepis falcata
Nephrolepis falcata là một loài dương xỉ trong họ Nephrolepidaceae. Loài này được Cav. C. Chr. mô tả khoa học đầu tiên năm 1937.

## Hình ảnh

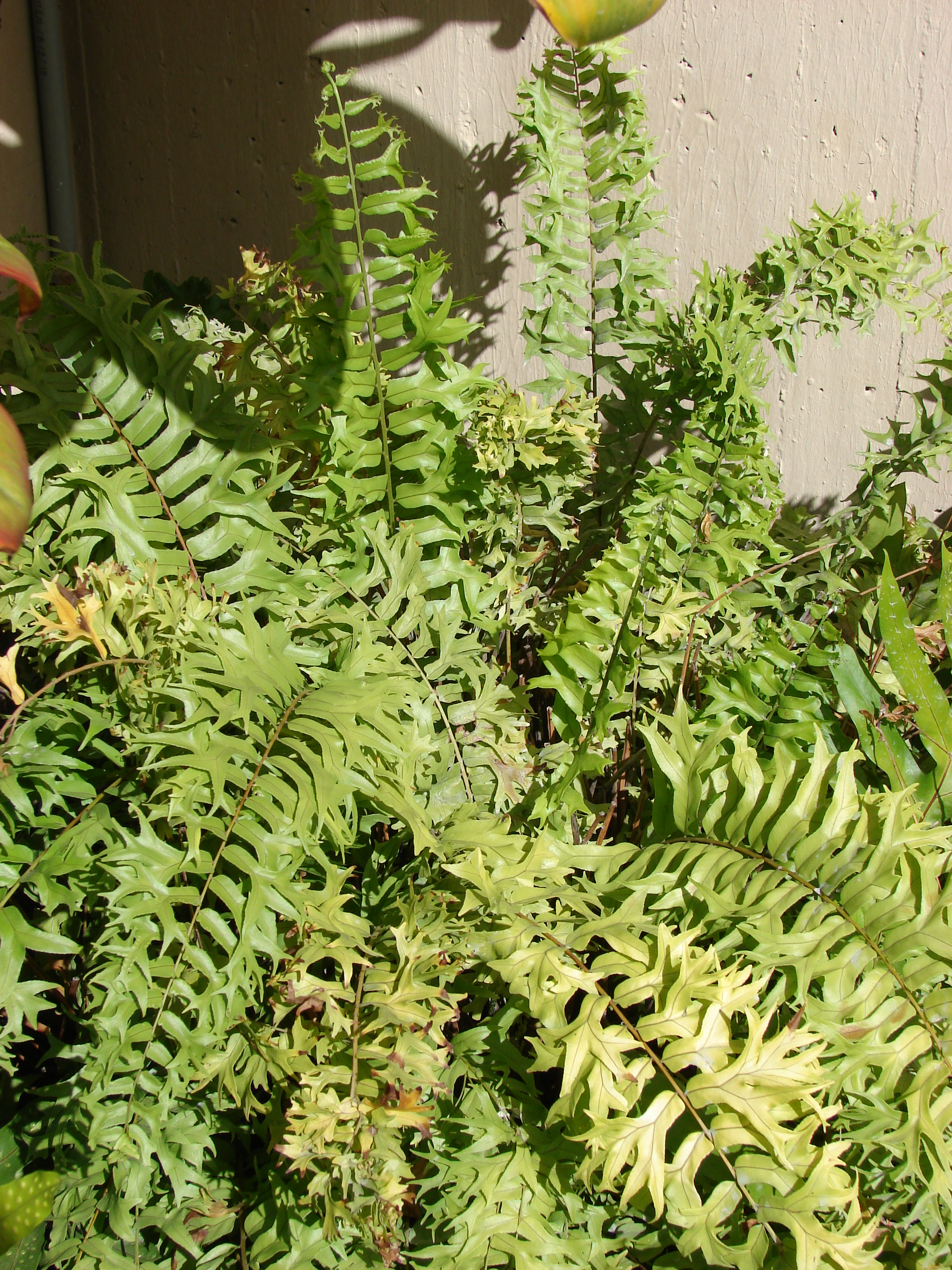
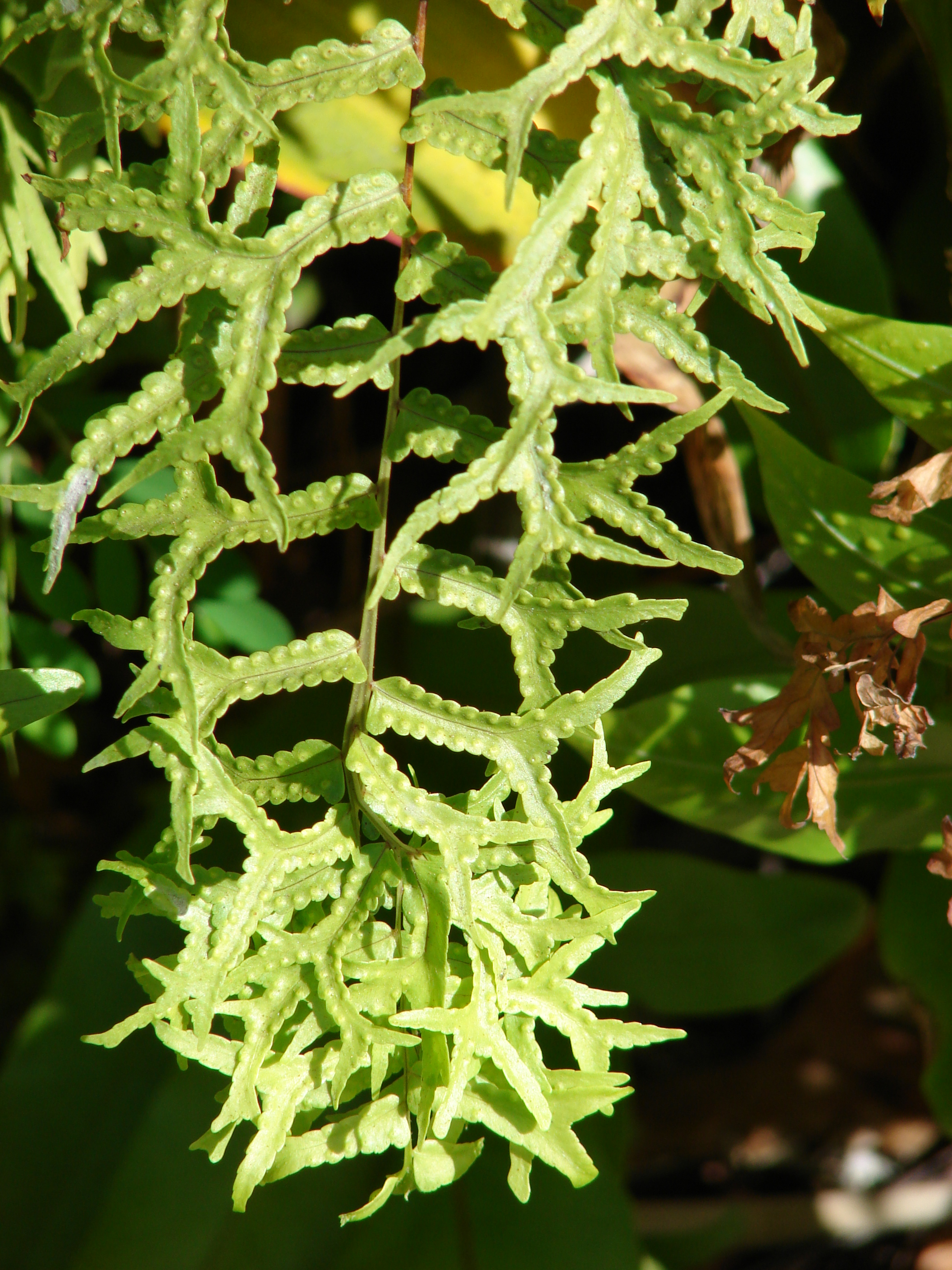
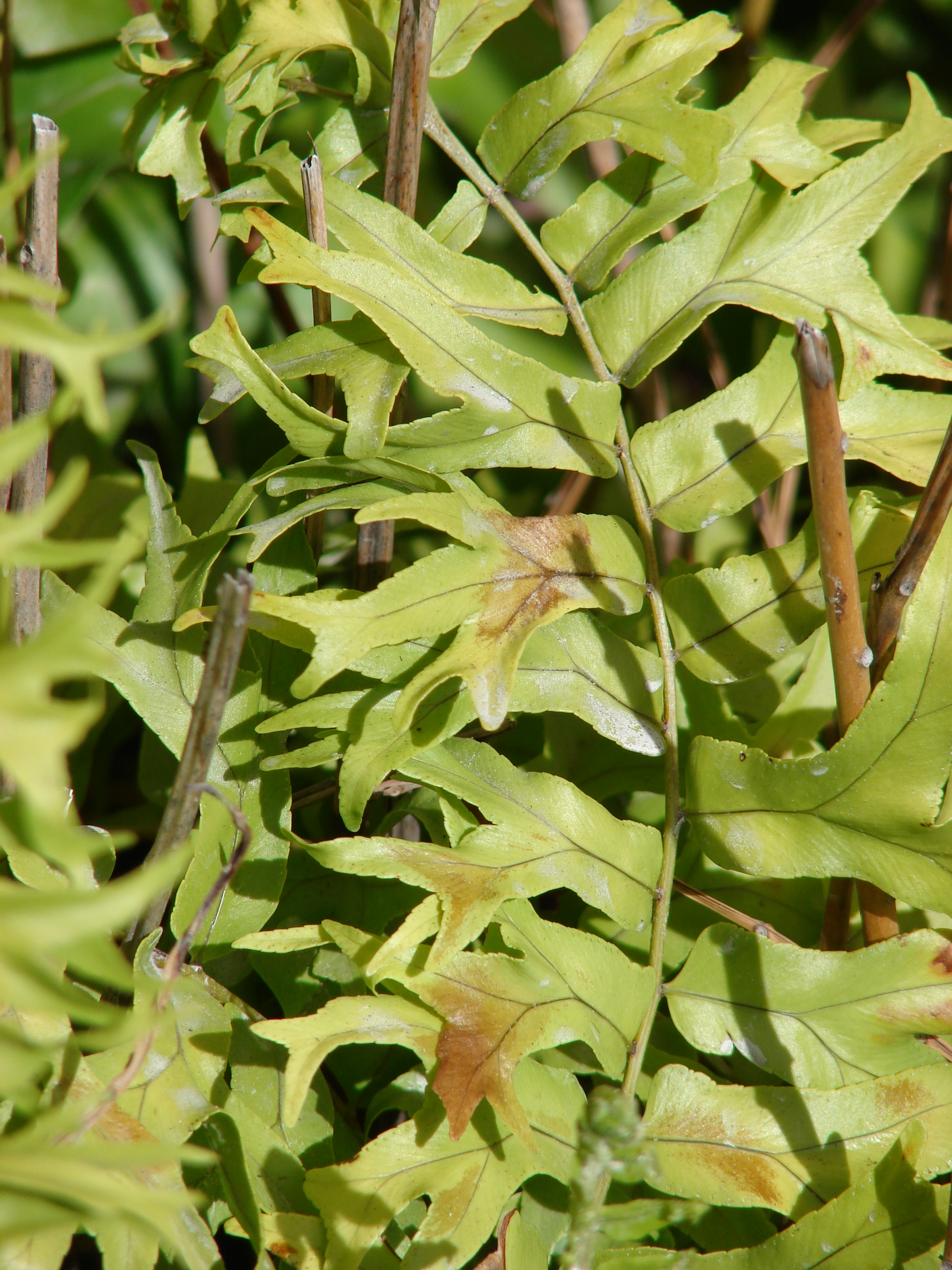
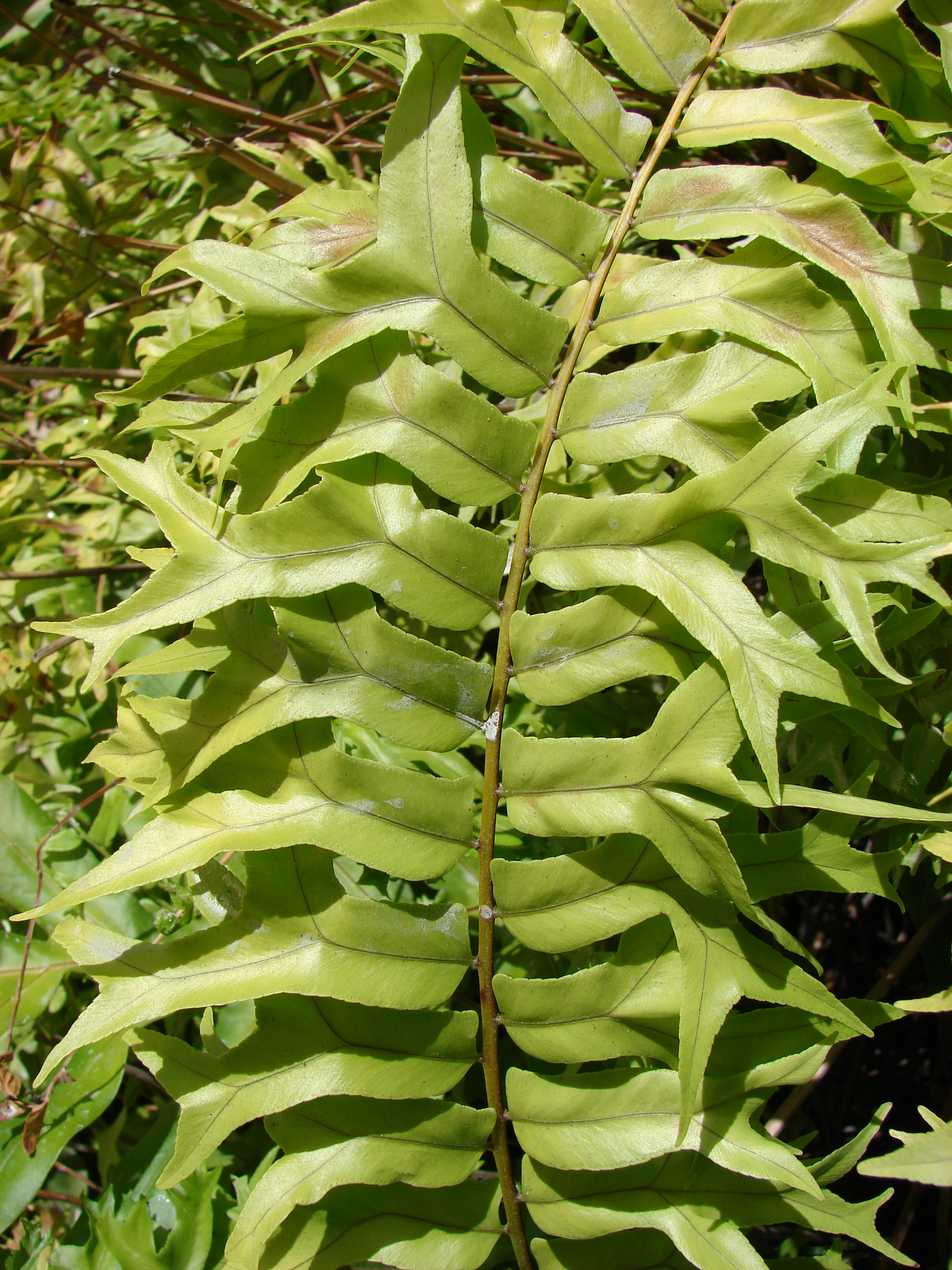